# Бетонски фараони
Бетонски фараони (буг. Бетонни фараони) редитеља Јордана Тодорова, бугарски је документарни филм из 2010. године који истражује животни стил Рома Калдераш - затворене заједнице са не више од милион људи широм света.